# Кашляков Микола Дмитрович
Микола Дмитрович Кашляков (нар. 2 лютого 1953, село Салтиково Бєлгородського району, тепер Бєлгородської області, Російська Федерація — 8 квітня 1996) — український діяч, 1-й секретар Жовтневого районного комітет КПУ міста Харкова, заступник директора Харківського підприємства «КОМПАС». Народний депутат України 2-го скликання (у 1994—1996).

## Біографія
Народився у селянській родині.
У 1968—1972 роках — студент Харківського радіотехнічного технікуму.
У 1972—1974 роках — служба в Радянській армії.
Член КПРС.
У 1974—1986 роках — від робітника до заступника головного інженера Харківського заводу «Радіодеталь». Був секретарем комітету ЛКСМУ і секретарем партійного комітету заводу.
У 1980 році закінчив Український заочний політехнічний інститут, інженер-механік.
У 1986—1991 роках — інструктор оборонного відділу Харківського обласного комітету КПУ; 2-й, 1-й секретар Жовтневого районного комітет КПУ міста Харкова.
До 1994 року — заступник директора Харківського підприємства «КОМПАС». Член КПУ, член ЦК КПУ.
Народний депутат України 2-го демократичного скликання з.04.1994 (2-й тур) до.04.1996, Жовтневий виборчий округ № 368, Харківська область. Член Комісії з питань оборони і державної безпеки. Член депутатської фракції комуністів.
Помер після важкої хвороби.